# سيم لوتس
سيم لوتس (12 مارس 1989 تالين إستونيا - ) هو لاعب كرة قدم إستوني، يلعب كلاعب وسط.

## روابط خارجية
- سيم لوتس على موقع الاتحاد الدولي (مؤرشف)  (الإنجليزية)
- سيم لوتس على موقع الاتحاد الأوربي (الإنجليزية)
- سيم لوتس على موقع اتحاد إستونيا (الإنجليزية)
- سيم لوتس على موقع اتحاد السويد (السويدية)
- سيم لوتس على موقع قاعدة بيانات كرة القدم.إي يو (الإنجليزية)
- سيم لوتس على موقع ناشيونال فوتبول تيمز (الإنجليزية)
- سيم لوتس على موقع Soccerway.com (الإنجليزية)
- سيم لوتس على موقع عالم كرة القدم.نت (الإنجليزية)